# Patrick Timani
Pour les articles homonymes, voir Timani.
 (avril 2021).
Patrick Timani est un entrepreneur camerounais et Ingénieur informatique actif dans le transport et la logistique en Afrique à travers Bee Group.

## Biographie

### Enfance, éducation et débuts
Patrick Tamani perd sa mère quand il a un an. Né de parents soucieux de la scolarité de leurs enfants, Patrick Timani se voit offrir l'occasion de poursuivre ses études en Allemagne. Il y retrouve ses frères et fait des études d'ingénieur en informatique. Il sort diplômé en 2015.
Il est bercé aux notions d'entrepreneuriat. Sa maman gagne en 1991 un prix entrepreneurial décerné par Françoise Foning.
Sa décision de retourner dès la fin de ses avec sa famille investir au Cameroun surprend son entourage. 

### Carrière

#### Pionnier dans la livraison express à la demande au Cameroun
Avec des prédispositions en entrepreneuriat, fort d'une expérience en micro-finance au Cameroun, de son séjour en Afrique du Sud , il lance avec 2 amis, en 2018, la start-up de transport par moto taxi Bee dans la ville de Douala,,. Jumia, une entreprise active dans l'e-commerce, est un de ses premiers clients, ce qui lui permet une croissance rapide. Malgré un petit capital et le manque d’accompagnement des banques locales, avec son cofondateur, il préfinance le transport de colis à Yaoundé — Bafoussam — Bertoua — Ngaoundéré — Garoua –Maroua. Il a dû réinventer son business modèle après le départ de Jumia du Cameroun et diversifier l'offre de son groupe.
L'arrivée de la Covid-19 l'amène à faire le choix de ne plus gérer à distance ses activités et - avec sa famille - de s'installer à Douala pour une gestion opérationnelle de proximité pour ses affaires. 

#### Perspectives en Afrique
Avec l'intelligence acquise derrière les opérations de Bee à Douala, il compte - avec ses partenaires - duplicquer ses activités dans d'autres pays d'Afrique au travers de partenariats.

## Vie privée
Patrick Tamani est marié.